# WWE Legends of WrestleMania
WWE Legends of Wrestlemania é um jogo eletrônico criado pela empresa de wrestling WWE que revive as grandes lendas da WWE principalmente os que estão no Hall da Fama da WWE. Com um estilo inovador de comando e de gráficos, este jogo pode ser jogado facilmente. O porém é que só tem arenas dos Wrestlemanias e uma do Royal Rumble.
O jogo foi lançado para PlayStation 3 e Xbox 360.

## Roster
- André the Giant
- Arn Anderson
- Bam Bam Bigelow
- Big Bossman
- Big John Studd
- Bobby Heenan (manager)
- Bret 'The Hitman' Hart
- British Bulldog
- Brutus 'The Barber' Beefcake
- 'The Americam Dream' Dusty Rhodes
- Greg 'The Hammer' Valentine
- Honky Tonk Man
- Hulk Hogan
- Jake 'The Snake' Roberts
- Hacksaw Jim Duggan
- Jim 'The Avil' Neidhart
- Jimmy Hart
- Jimmy 'The Superfly' Snuka
- Junkyard Dog
- Kamala
- King Kong Bundy
- Koko B. Ware
- Michael P.S. Hayes
- Mr. Fuji (manager)
- Mr. Perfect
- Nikolai Volkoff
- Paul Bearer (manager)
- 'The Nature Boy' Ric Flair
- 'Ravishing' Rick Rude
- Road Warrior Animal
- Road Warrior Hawk
- 'Rowdy' Roddy Piper
- Sgt. Slaughter
- Shawn Michaels
- 'Stone Cold' Steve Austin
- 'The Million Dollar Man' Ted DiBiase
- Iron Sheik
- The Rock
- Triple H
- Ultimate Warrior
- The Undertaker
- Yokozuna

## Modos
- Modo Hall da Fama
- Relive
- Rewrite
- Redefine
- Modo Legend Killer
- Matches Especiais
- Ladder Match
- Steel Cage Match
- Hell in a Cell
- Royal Rumble
- Money in the bank

Champions
- WWF Tag team Championship
- Nikolai Volkoff &  Iron Sheik
- Million Dollar Championship
- The Million Dollar Man Ted DiBiase
- WWF Intercontinental Championship
- 'Ravishing' Rick Rude
- WWF Champioship
- Hulk Hogan

Tag teams
- D-Generation X Membros : Hunter Hearst - Helmsley & Shawn Michaels
- Road Warriors Membros :Road Warrior Animal & Road Warrior Hawk
- Nikolai Volkoff &  Iron Sheik
- The Hart Foundation Membros :Bret' The Hitman' Hart& Jim 'The Avil' Neidhart W/Jimmy Hart
- King Kong Bundy & The Million Dollar Man Ted DiBiase